# 센고쿠 전시기관차
오이가와 철도의 전시열차 멤버들.

| 1.       | 용도정보                                |
| -------- | --------------------------------------- |
| 일본어   | 仙石天地きかんしゃ                      |
| 전시위치 | 센즈역                                  |
| 전시열차 | 키칸샤 제임스호 키칸샤 히로 키칸샤 퍼시 |
| 관리자   | 오이가와 철도                           |
| 2.       | 전시제원                                |
| 전시제한 | 최대:19,730mm                           |
| 궤간     | 1,067mm                                 |
| 시작일   | 2014년 3월 22일                         |

## 개요
오이가와 철도 센즈역에 전시된 열차를 다룬다.

## 전시차량
C56 키칸샤 제임스호,9600 키칸샤 히로,C12 키칸샤 퍼시 등이 있다.

## 탈퇴
현재 키칸샤 퍼시는 이에야마역 승강장:2 옆에 임시 배치되어 있다.